# 巴塔耶夫卡村委员会
巴塔耶夫卡村委员会（俄语：Батаевский сельсовет）是俄罗斯联邦阿斯特拉罕州阿赫图宾斯克区所属的一个村委员会。其下辖有2个居民点，行政中心为巴塔耶夫卡。据2015年统计，该村委员会的人口为528人。